# John Henry Davies
 (avril 2021).
Si vous disposez d'ouvrages ou d'articles de référence ou si vous connaissez des sites web de qualité traitant du thème abordé ici, merci de compléter l'article en donnant les références utiles à sa vérifiabilité et en les liant à la section « Notes et références ».
John Henry Davies (1864-1927) est un riche propriétaire de brasseries qui a repris le club de football britannique Manchester United Football Club alors appelé Newton Heath. Le club avait une lourde dette à l'époque.

## Biographie
Davies est né à Tutbury, dans le Staffordshire aujourd'hui partie des Midlands de l'Ouest. Il y a une histoire populaire sur la manière dont il est venu pour reprendre le club. La légende dit que le chien du défenseur Harry Stafford a couru vers Davies. Après des discussions avec Stafford, qui ont commencé par le désir de Davies d'acheter le chien, Davies a décidé d'acheter l'équipe. Davies a donné à l'équipe beaucoup d'argent pour faire venir Ernest Mangnall et des joueurs comme Billy Meredith et Sandy Turnbull.
Davies a changé le nom du club de Manchester United et remplacé les couleurs vert et jaune par les célèbres maillots rouges et blancs. Il fut l'un des propriétaires du manoir Bramall.